# حديث شاذ
الحديث الشاذ هو الحديث الذي ينفرد بروايته راو ثقة فيخالف به ما روى الناس ممن هو أوثق منه، والحديث الشاذ يُتوقف فيه ولا يُحتج به،  بعبارة أخرى فإذا انفرد الراوي بشيء وخالف رواية من هو أحفظ منه وأضبط، كان ما تفرد به شاذا مردودا، وقد يقع الشذوذ في السند أو في المتن، والشاذ في اللغة: المنفرد، الخارج عن الجماعة، ما خالف القاعدة أو القياس، وهو مأخوذ من شذّ يشُذ ويشِذ أي انفرد عن الجمهور،

## شروطه
يُشترط للحكم في الحديث بأنه شاذ أن:
1. يتفرد به الراوي الثقة
2. يخالف به رواية من هو أوثق منه (وتُسمى رواية من هو أوثق منه الحديث المحفوظ)

والحديث الشاذ يختلف عن الحديث المنكر في أن الحديث الشاذ يرويه راو ثقة مخالفا به ما رواه من هو أوثق منه، فكل من المنكر والشاذ يشتركان في المخالفة، ويفترقان في أن راوي الحديث الشاذ ثقة مقبول، أما راوي الحديث المنكر فضعيف غير مقبول.

## أنواع الحديث الشاذ

### الحديث الشاذ سنداً
وهو أن يروي عددا من الرواة حديثا بتسلسل إسناد معين، ثم يأتي راوي ثقة فينفرد بتسلسل إسناد يخالف به من هو أوثق منه، أو من هم أكثر منه عددا، مما يرجح خطأ الراوي المنفرد المخالف، فيصير الحديث شاذ السند.
- مثله:

وقدر روى هذا الحديث ابن جريج وغيره من طريق عمرو بن دينار بالتسلسل التالي:
لكن البيهقي روى هذا الحديث عن حماد بن زيد من طريق عمرو بن دينار بتسلسل مختلف كما يلى:
فهنا نرى أن حماد بن زيد روى الحديث من طريق عمرو بن دينار دون أن يذكر عبد الله بن عباس، فروايته على الشكل التالي:
وبالرغم من أن حماد بن زيد من أهل العدالة والضبط، فقد رجحت رواية من هم أكثر عددا منه، فرواية حماد شاذة سندًا

### الحديث الشاذ متناً
بأن يخالف الراوي الثقة في متن الحديث من هو أحفظ منه أو من هم أكثر منه عددا
- مثله:

وقد روى هذا الحديث الكثير من الرواة على أنه من أفعال رسول الله ﷺ، لكن عبد الواحد بن زياد روى هذا الحديث كما يلي:
ووجه الشذوذ أن الرواي الثقة عبد الواحد بن زياد انفرد من بين الثقات عن الأعمش بهذا اللفظ، ورَوى الحديث في صيغة أنه قول من أقوال رسول الله ﷺ، فخالف بذلك العدد الكثير من الرواة، والحديث القولي يختلف عن الحديث الفعلي، لأن الحديث القولي أمر موجه للأمة لا يجوز لأحد التخلف عنه إلا إذا ثبت أنه منسوخ أو غير ذلك.
- مثله أيضا:

وقد جاء الحديث من جميع طرقه هكذا، إلا فيه رواية موسى بن علي بن رباح في سنن النسائي:
وحديث موسى شاذ لمخالفة الجماعة بزيادة «يوم عرفة ويوم النحر».

### الحديث الشاذ سندا ومتنا
- مثله:

وهو حديث شاذ سندا ومتنا، أما السند فلأنه خالف ما اتفق عليه الثقات عن عائشة أنه من فعلها هي وليس مرفوعا إلى النبي ﷺ، وأما المتن فلأن الثابت هو مواظبة النبي ﷺ على قصر الصلاة في السفر.